# Fyrpunktsgräsmal
Fyrpunktsgräsmal, Elachista quadripunctella, är en fjärilsart som först beskrevs av Jacob Hübner 1825. Enligt Catalogue of Life är det vetenskapliga namnet istället Elachista quadrella, (Hübner). Fyrpunktsgräsmal ingår i släktet Elachista, och familjen gräsmalar. Enligt den svenska rödlistan är arten starkt hotad, EN, i Sverige. Arten förekommer sällsynt i Västergötland, Bohuslän, Uppland och Gästrikland. Inga underarter finns listade i Catalogue of Life.

## Bildgalleri

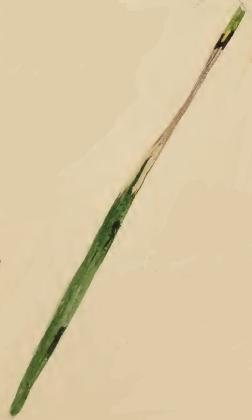
Strå av vårfryle minerat av fyrpunktsgräsmal
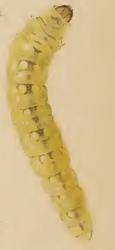
Larv av fyrpunktsgräsmal